# Panulirus
Panulirus es un género de crustáceos decápodos de la familia Palinuridae.

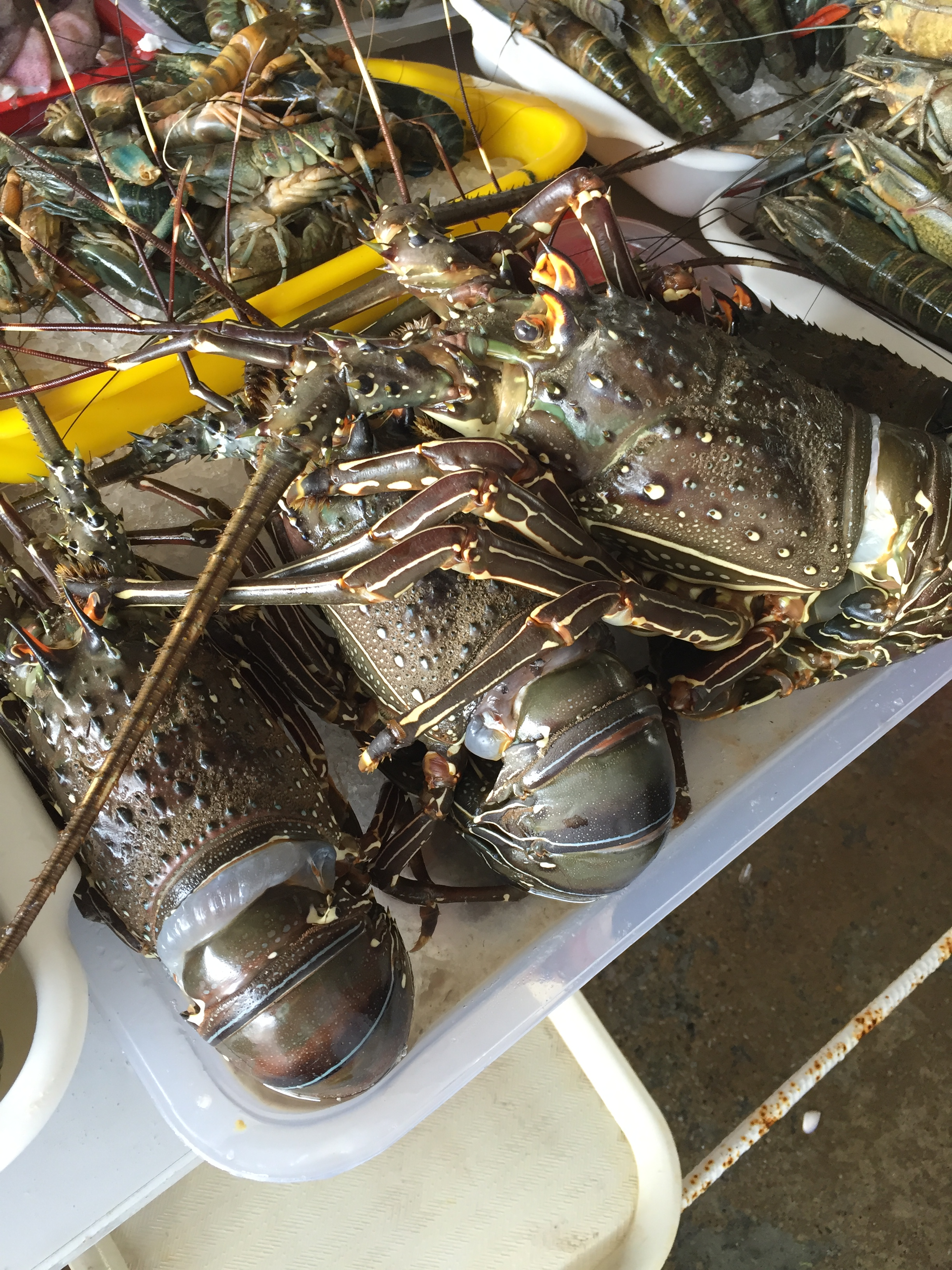
Langostas verdes (Palunirus gracilis) dispuestas para la venta en la costa de Lima

## Especies
Comparan las especies siguientes:
- Panulirus argus (Latreille, 1804)
- Panulirus brunneiflagellum (Sekiguchi & George, 2005)
- Panulirus cygnus (George, 1962)
- Panulirus echinatus (Smith, 1869)
- Panulirus femoristriga (von Martens, 1872)
- Panulirus gracilis (Streets, 1871)
- Panulirus guttatus (Latreille, 1804)
- Panulirus homarus (Linnaeus, 1758)
- Panulirus inflatus (Bouvier, 1895)
- Panulirus interruptus (Randall, 1840)
- Panulirus japonicus (von Siebold, 1824)
- Panulirus laevicauda (Latreille, 1817)
- Panulirus longipes (A. Milne-Edwards, 1868)
- Panulirus marginatus (Quoy & Gaimard, 1825)
- Panulirus ornatus (Fabricius, 1798)
- Panulirus pascuensis (Reed, 1954)
- Panulirus penicillatus (Olivier, 1791)
- Panulirus polyphagus (Herbst, 1793)
- Panulirus regius (De Brito Capello, 1864)
- Panulirus stimpsoni (Holthuis, 1963)
- Panulirus versicolor (Latreille, 1804)